# يو إف سي على إي إس بي إن: كاتار ضد إيجي
يو إف سي: كاتار ضد إيجي (بالإنجليزية:  UFC on ESPN: Kattar vs Ige)‏ المعروف أيضا باسم جزيرة القتال 1 كان حدثًا لفنون القتال المختلطة نظمته بطولة القتال النهائي، وأُقيم في 16 يوليو 2020 في جزيرة ياس، أبوظبي، الإمارات العربية المتحدة.

## الجوائز الإضافية
حصل المقاتلون التاليون على مكافآت بقيمة 50،000 دولار.
- نزال الليلة: منير اللزاز ضد عبد الرزاق الحسن1
- أداء الليلة: حمزة شيماييف، ليرون ميرفي وموديستاس بوكاوسكاس

^ 1. عبد الرزاق الحسن تم استبعاده من مكافأة قتال الليلة بسبب الوزن، ونتيجة لذلك تم منحه مكافأة ثالثة لأداء الليلة.